# West Indies Cricket Team in den Vereinigten Arabischen Emiraten in der Saison 2023
Die Tour des West Indies Cricket Teams in die Vereinigten Arabischen Emirate in der Saison 2023 fand vom 4. bis zum 9. Juni 2023 statt. Die internationale Cricket-Tour war Bestandteil der Internationalen Cricket-Saison 2023 und umfasste drei ODIs. Die West Indies gewannen die Serie mit 3–0.

## Vorgeschichte
Für beide Mannschaften war es die erste Tour der Saison und das erste Aufeinandertreffen bei einer Tour gegeneinander.

## Stadien
Das folgende Stadion wurde für die Tour als Austragungsort ausgewählt und am 10. Mai 2023 bekanntgegeben.
| Stadion                             | Stadt   | Kapazität | Spiele      |
| ----------------------------------- | ------- | --------- | ----------- |
| Sharjah Cricket Association Stadium | Sharjah | 27.000    | 1. – 3. ODI |

## Kaderlisten
Die Mannschaften geben die folgenden Kader vor der Tour bekannt.
| ODI | ODI |
| Ver. Arab. Emirate | West Indies |
| --- | --- |
| - Muhammad Waseem (K) - Vriitya Aravind (wk) - Basil Hameed - Ethan D’Souza - Mohammed Faraazuddin - Jonathan Figy - Muhammad Jawadullah - Aayan Afzal Khan - Asif Khan - Matiullah Khan - Zahoor Khan - Karthik Meiyappan - Rohan Mustafa - Ali Naseer - Fahad Nawaz - Rameez Shahzad - Junaid Siddique - Lovepreet Singh - Aryansh Sharma (wk) - Sanchit Sharma - Adhitya Shetty - Ansh Tandon | - Shai Hope (K, wk) - Brandon King (VK) - Alick Athanaze - Shamarh Brooks - Yannic Cariah - Keacy Carty - Johnson Charles (wk) - Roston Chase - Dominic Drakes - Kavem Hodge - Akeem Jordan - Gudakesh Motie - Keemo Paul - Raymon Reifer - Kevin Sinclair - Odean Smith - Devon Thomas (wk) |

## One-Day Internationals

### Erstes ODI in Sharjah
| 4. Juni Scorecard | Sharjah | Ver. Arab. Emirate 202 (47.1)     | – | West Indies 206-3 (32.5) |
|                   |         | West Indies gewinnt mit 7 Wickets |   |                          |

Die Vereinigten Arabischen Emirate gewannen den Münzwurf und entschieden sich als Schlagmannschaft zu beginnen. Als Spieler des Spiels wurde Brandon King ausgezeichnet.

### Zweites ODI in Sharjah
| 6. Juni Scorecard | Sharjah | West Indies 306 (49.5)          | – | Ver. Arab. Emirate 228-7 (50) |
|                   |         | West Indies gewinnt mit 78 Runs |   |                               |

Die West Indies gewannen den Münzwurf und entschieden sich als Schlagmannschaft zu beginnen. Als Spieler des Spiels wurde Johnson Charles ausgezeichnet.

### Drittes ODI in Sharjah
| 9. Juni Scorecard | Sharjah | Ver. Arab. Emirate 184 (36.1)     | – | West Indies 185-6 (35.1) |
|                   |         | West Indies gewinnt mit 4 Wickets |   |                          |

Die Vereinigten Arabischen Emirate gewannen den Münzwurf und entschieden sich als Schlagmannschaft zu beginnen. Als Spieler des Spiels wurde Kevin Sinclair  ausgezeichnet.

## Auszeichnungen

### Player of the Series
Als Player of the Series wurde der folgende Spieler ausgezeichnet.
| Serie | Player of the Series |
| ----- | -------------------- |
| ODI   | Brandon King         |

### Player of the Match
Als Player of the Match wurden die folgenden Spieler ausgezeichnet.
| Spiel  | Player of the Match |
| ------ | ------------------- |
| 1. ODI | Brandon King        |
| 2. ODI | Johnson Charles     |
| 3. ODI | Kevin Sinclair      |